# Sjammai

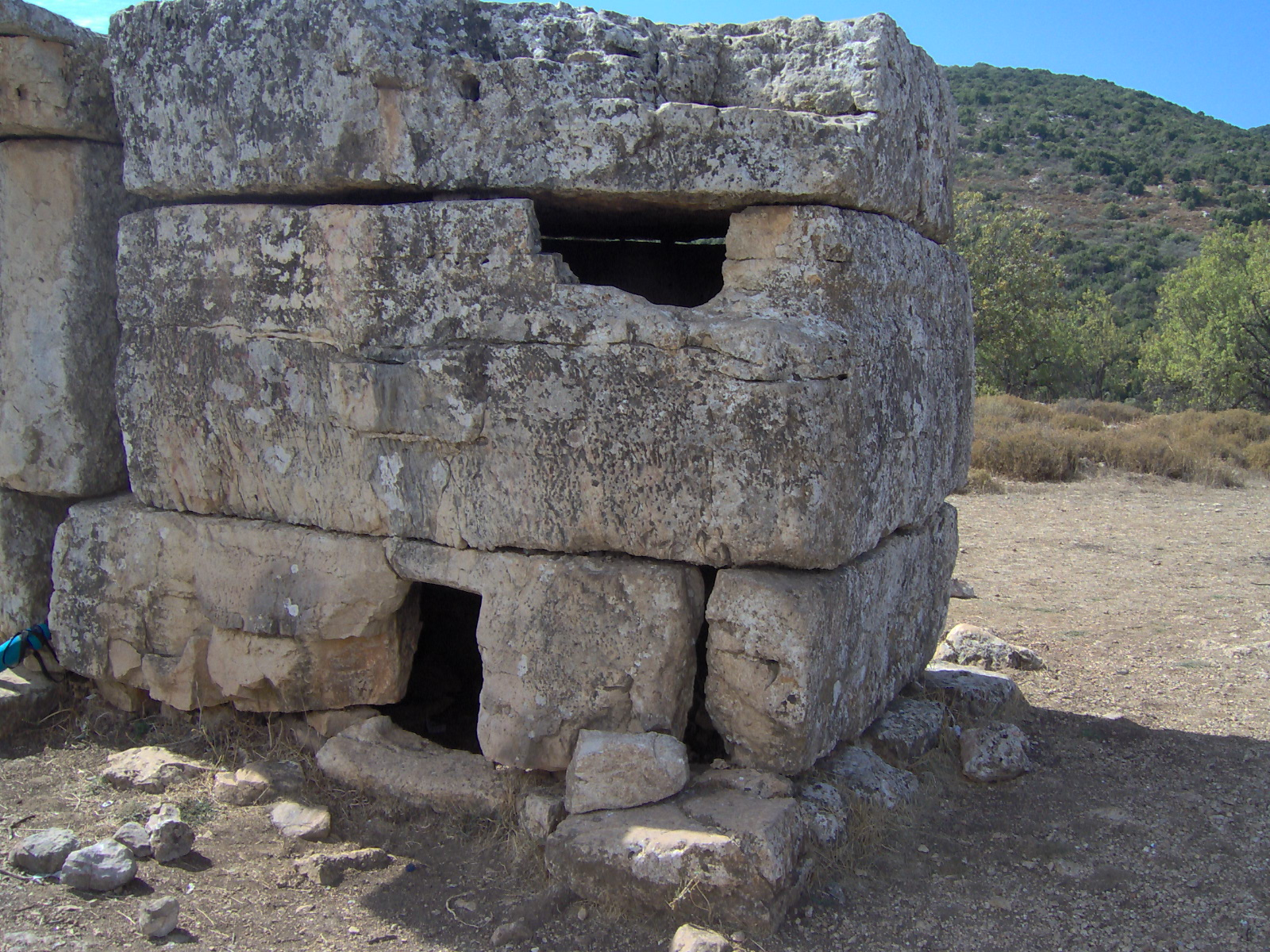
Grafmonument van Sjammai

Rabbi Sjammai (50 v.Chr. - 30 n.Chr.) (Hebreeuws: שמאי) was de grondlegger van een farizese school (Beth Sjammai of het huis van Sjammai) in de eerste eeuw v.Chr. en was de belangrijkste mededinger van Hillel. Over het algemeen beschouwt men Sjammai’s benadering als minder tolerant dan die van Hillel.
Een aantal uitspraken van Sjammai zijn, net zoals de uitspraken van Hillel, in de joodse traditie bewaard gebleven in het Misjnatraktaat Pirké Avot (de spreuken van de vaderen).
Een voorbeeld:
Sjammai sprak: Gebruik vaste uren voor uw Tora; zeg weinig, maar doe veel, en ontvang alle mensen met een vriendelijk gezicht. (Hoofdstuk I, 15)
Zijn standpunt in verband met huwelijk en echtscheiding ("Een man mag zijn vrouw niet door echtscheiding ontslaan dan alleen wanneer hij onkuisheid van haar zijde heeft ontdekt") werd o.a. ook ingenomen door Jezus van Nazareth.